# سیارک ۶۵۴

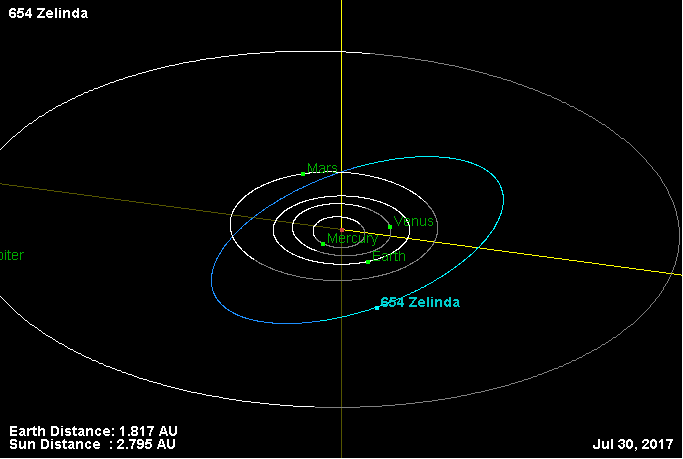
نمایی از محل قرارگیری سیارک ۶۵۴ در مدار – ۲۰۱۷

سیارک ۶۵۴ (به انگلیسی: 654 Zelinda، نامگذاری:1908BM) ششصد و پنجاه و چهارمین سیارک کشف شده‌است که در ۴ ژانویه ۱۹۰۸ و در هایدلبرگ کشف شد.
قدر مطلق سیارک برابر ۸٫۵۲ است.